# Katelijne van der Hallen
Katelijne van der Hallen (Lier, 1942) is een Vlaams auteur van poëzie voor volwassenen en kinderen en een voordrachtkunstenares.

## Biografie
Van der Hallen studeerde dictie aan het Conservatorium van Antwerpen en werkte jarenlang als onderwijzeres. Ze debuteerde in 1969 met Stille regen in de Bladen voor poëzie, waarna er nog verschillende bundels bij diverse uitgevers volgden. Van der Hallens poëzie werd vertaald, op muziek gezet en in bloemlezingen opgenomen. Ze schreef ook kinderpoëzie en verrichtte jarenlang pionierswerk op het vlak van creatief taalonderricht.